# HMS Orion (1787)
Pour les autres navires du même nom, voir HMS Orion.

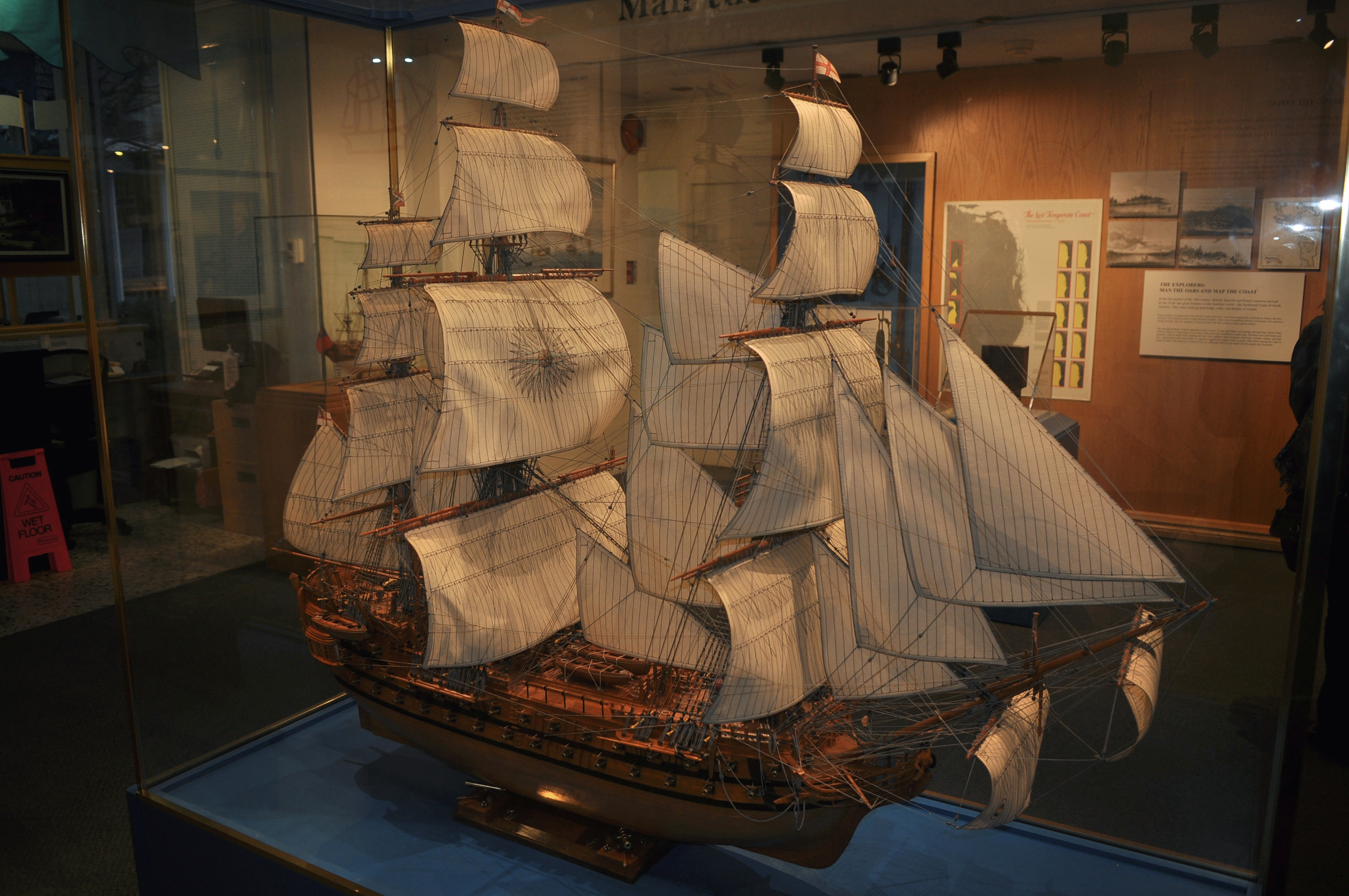
Le HMS Orion ; maquette du Musée maritime de Vancouver.

Le HMS Orion est un vaisseau de ligne de 3e rang armé de 74 canons en service dans la Royal Navy. Lancé à Deptford le 1er juin 1787, il est conçu par William Bately comme tous les navires de la classe Canada.
Sous les ordres successifs de John Thomas Duckworth et de James Saumarez, le HMS Orion participe aux batailles du 13 prairial an II, de Groix, du cap Saint-Vincent et d'Aboukir.
En octobre 1805, sous le commandement d'Edward Codrington, il combat à la bataille de Trafalgar où il capture avec le HMS Ajax l'Intrépide, vaisseau de 74 canons français.
Le HMS Orion est détruit en 1814.